# Оганесян, Григор
Григо́р Оганеся́н (арм. Գրիգոր Հովհաննիսյան; 8 декабря 1993, Ереван, Армения) — армянский футболист, защитник. Выступал за юношескую и молодёжную сборные Армении.

## Клубная карьера
Воспитанник футбольной школы «Пюник». Довольно быстро оказался в основной команде, минуя возрастные. С 2010 года выступает за «Пюник» в Премьер-лиге. Дебютировал в элите 27 сентября 2010. Оганесян вышел на 86 минуте вместо Ваагна Минасяна, в матче 22 тура против гюмрийского «Ширака». Пюник нанёс крупное поражение своему сопернику 5:0. Всего сыграл в двух матчах, равно как и в сезоне 2011 года. Помимо этого, в 2010 и 2011 годах, играя в матчах за Суперкубок Армении, становился его обладателем в составе «Пюника». С сезона 2012/13 является игроком основного состава.

## Статистика выступлений
Данные на 28 октября 2012
| Клуб             | Сезон            | Чемпионат | Чемпионат | Кубки | Кубки | Еврокубки | Еврокубки | Всего | Всего |
| Клуб             | Сезон            | Матчи     | Голы      | Матчи | Голы  | Матчи     | Голы      | Матчи | Голы  |
| ---------------- | ---------------- | --------- | --------- | ----- | ----- | --------- | --------- | ----- | ----- |
| Пюник            | 2010             | 2         | 0         | 1     | 0     | 0         | 0         | 3     | 0     |
| Пюник            | 2011             | 2         | 0         | 1     | 0     | 0         | 0         | 3     | 0     |
| Пюник            | 2012/13          | 16        | 0         | 0     | 0     | 2         | 0         | 18    | 0     |
| Всего            | Всего            | 20        | 0         | 2     | 0     | 2         | 0         | 24    | 0     |
| Всего за карьеру | Всего за карьеру | 20        | 0         | 2     | 0     | 2         | 0         | 24    | 0     |

## Карьера в сборной
Минасян был призван под знамёна сборной в 2010 году. 19 октября дебютировал в сборной Армении до 19 лет, выйдя в матче против юношей из Израиля. Отыграл весь матч. В том же году ещё дважды принимал участие в сборной против испанцев и литовцев. Лишь в третьем матче Минасян одержал победу с командой, минимально победив 1:0 сборную Литвы. Годом позже, сыграл в матчах против Словакии, Греции и Андорры. В мае 2012 года отыграл два матча против  Испании и Бельгии.
Являясь игроком юношеской сборной, стал привлекаться в молодёжную сборную с августа 2012 года. Дебют состоялся 15 августа в гостевой игре против ровесников Уэльса. Оганесян весь матч, а встреча завершилась победой армянской сборной.

## Достижения
- Чемпион Армении: 2010
- Серебряный призёр чемпионата Армении: 2011
- Обладатель Кубка Армении: 2014
- Обладатель Суперкубка Армении: 2010, 2011